# Aage Berntsen
Aage Berntsen (født 16. maj 1885 på Særslev Højskole, død 16. april 1952 i København) var en dansk digter, læge, kunstmaler og fægter. Som digter er han mest kendt for teksten til Carl Nielsens korte værk Fynsk Foraar.
Aage Berntsen var søn af statsministeren Klaus Berntsen. Aage Berntsen fik studentereksamen fra Borgerdydskolen i København i 1903 og uddannede sig til læge med eksamen fra Københavns Universitet i 1911. Han var chef for den danske ambulancetjeneste i Paris fra 1918 til 1919, og arbejdede siden med kirurgi, ortopædi og åreknuder. I 1925 blev han tildelt graden som dr.med. på afhandlingen Om Varicer paa Underextremiteterne.
Han udgav de medicinske lærebøger Lærebog i Ortopædi og Ortopædisk Operationslære i henholdsvis 1934 og 1948.
Ved siden af sit professionelle virke som læge skrev Berntsen digte, hvor værket Fynsk Foraar, med blandt andet Den milde Dag er lys og lang, nok er det mest kendte.
Han udgav sin første digtsamling i 1908 under titlen Digte. Den blev fulgt af Fiol og Sækkepibe i 1910, Klinten og Hveden i 1914, Ungkarlens Visebog i 1923 og Den kostelige Gave i 1929.
Han modtog Holger Drachmann-legatet i 1941 og Emil Aarestrup Medaillen i 1950.
Som maler udstillede Berntsen maleri på Kunstnernes Efterårsudstilling i 1941.
Berntsen var også en betydelig fægter. Han var medlem af Akademisk Fægteklub og deltog i de Olympiske Lege i 1920.
Hans bror Oluf Christian Berntsen havde otte år tidligere også deltaget i OL.